# Boll (jednotka)
Boll je stará univerzální jednotka hmotnosti, objemu a délky pro přízi používaná ve Velké Británii a některých dalších zemích. Nazývala se též bole či bundle.

## Převodní vztahy
pro délku:
- v Irsku 1 boll = 65 840 m
- ve Velké Británii 1 boll = 54 864 m

pro hmotnost:
- ve Velké Británii 1 boll = 63,50 kg (pro oves)

pro objem:
- v Norsku 1 boll = 2,7 l = 4 juste = 1/4 ask = 1/12 trideiling
- ve Velké Británii 1 boll = 218,2 l = 48 galonů (imperiálních)
- ve Skotsku a Irsku 1 boll = 141 l